# Circumambulation
Circumambulation — третій студійний альбом американського гурту True Widow, який грає у стилі стоунер-рок. Альбом випущено в липні 2013 року під лейблом Relapse Records.

## Список композицій
Автор музики і слів Ден Філліпс, окрім зазначених. 
| #  | Назва                         | Тривалість |
| -- | ----------------------------- | ---------- |
| 1. | «CREEPER»                     | 5:50       |
| 2. | «S:H:S»                       | 6:05       |
| 3. | «FOUR TEETH»                  | 6:16       |
| 4. | «NUMB HAND»                   | 4:13       |
| 5. | «TROLLSTIGEN» (Ніколь Естілл) | 7:18       |
| 6. | «I:M:O»                       | 4:45       |
| 7. | «HW:R» (Філліпс, Естілл)      | 4:49       |
| 8. | «LUNGR»                       |            |

## Учасники
- Ден Філліпс — вокал, гітара
- Ніколь Естілл — баси, вокал
- Тімоті «Slim» Старкс — ударні, перкусія